# Петар Динов
Петар Костадінов Динов ([ˈdʌnɒv] DUN-əv; болг. Петър Дънов; духовне ім'я Беїнса Дуно (болгарська Беинса Дуно; нар. 11 липня 1864 — пом. 27 грудня 1944) − філософ, засновник релігійно-філософської доктрини.

## Біографія
Петар Динов народився 11 липня 1864 року в селі Гадарджа (нині Николаєвці), Варненської області в Болгарії. У родині був третьою дитиною. Його батько Костянтин Диновськи був першим болгарським учителем у регіоні, а потім став православним священиком. Він був одним із перших, хто представив літургію болгарською мовою, а не нав’язана грецька, незрозуміла для місцевого населення.
Динов відвідував середню школу у Варні та Американську методичну школу богослов'я та наук у Свиштові, яку закінчив у 1887 році. Пропрацював вчителем початкових класів рік. А у серпні 1888 року Петар Динов переїхав до США, де вивчав протягом семи років: поперше у Духовній Семінарії Дрю в Медісоні, штат Нью-Джерсі,  після він записався до теологічної школи Бостонського університету і здобув ступінь в червні 1893 р. дисертацією на тему «Міграція германських племен і Їх християнізація» (опубліковано у 2007 р.). Петар Динов також два роки навчався у Медичній школі Бостонського університету, перед тим як повернутися до Болгарії у 1895 році.
Після повернення до Болгарії Деунов відмовляється посаду методистського пастора. У 1897 році Петар Динов зі своїми прихильниками заснував у Варні «Товариство для піднесення релігійного духу болгарського народу». У наступні роки написав «Десять Свідоцтв Бога» і «Божі обіцянки». З 1900 до 1942 року Динов проводив щорічні збори (конвенти) Всесвітнього Білого Братства в різних місцях — у Варні (1900, 1903, 1905—1909 рр.), Бургасі (1901, 1902 та 1904 р.), в Тирнові (1910—1925 рр.), в Софії (1926—1941 рр.), в горах Ріла і Вітоша.
У 1914 році він оселився у столиці Болгарії — Софії. Там він прочитав свою першу публічну лекцію "Ось, людина! (Ecce Homo на латині), опублікований пізніше в серії «Сила і життя». Дунов почав читати регулярні недільні лекції, які базувалися на розробці та поясненні біблійного уривку.
У 1921 році була створена громада «Ізгрев» (Схід). Місце на тодішній околиці Софії, стало місцем ранкових зібрань для Дунова та його учнів. Багато послідовників почали оселятися неподалік, і місце, врешті-решт, стало центром великої духовної громади. Дунов читав лекції у новозбудованій лекційній залі. У 1922 році він доповнив два нових потоки спеціалізованих лекцій на додаток до недільних лекцій, а з 1930 року розпочав вести «ранкові бесіди» в неділю вранці до світанку. Тематика різних потоків лекцій була широкою та охоплювала, серед іншого, релігію, музику, геометрію, астрологію, філософію та езотерику. Загалом Дунов прочитав приблизно 3700 лекцій за три десятиліття між 1914 і 1944 роками. Його думки також були записані в розмовах, приватних розмовах та ранніх листах.

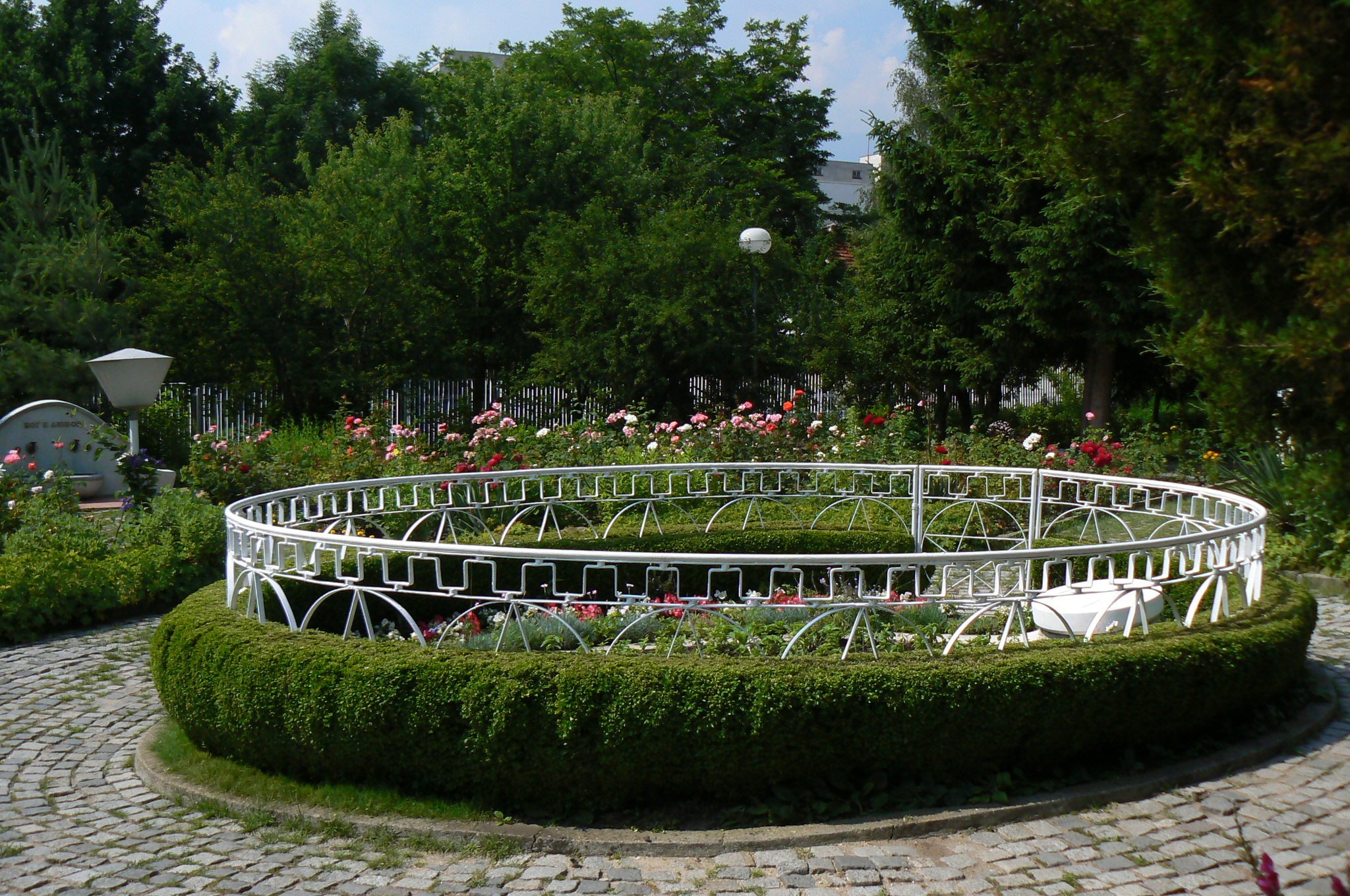
Могила Петра Дунова в маєтку «Ізгрев», Софія, Болгарія

Петар Динов помер 27 грудня 1944 року у 80-річному віці. Його тіло було поховане в кварталі Ізгрев, Софія.

## Паневритмія
Між 1927 і 1944 роками Петар Динов розробив Паневритмію — систему фізичних вправ, спрямованих на досягнення внутрішнього балансу і гармонії. Паневритмія має глибоку філософську основу і поєднує музику, рух, думку і мову в гармонійне ціле.

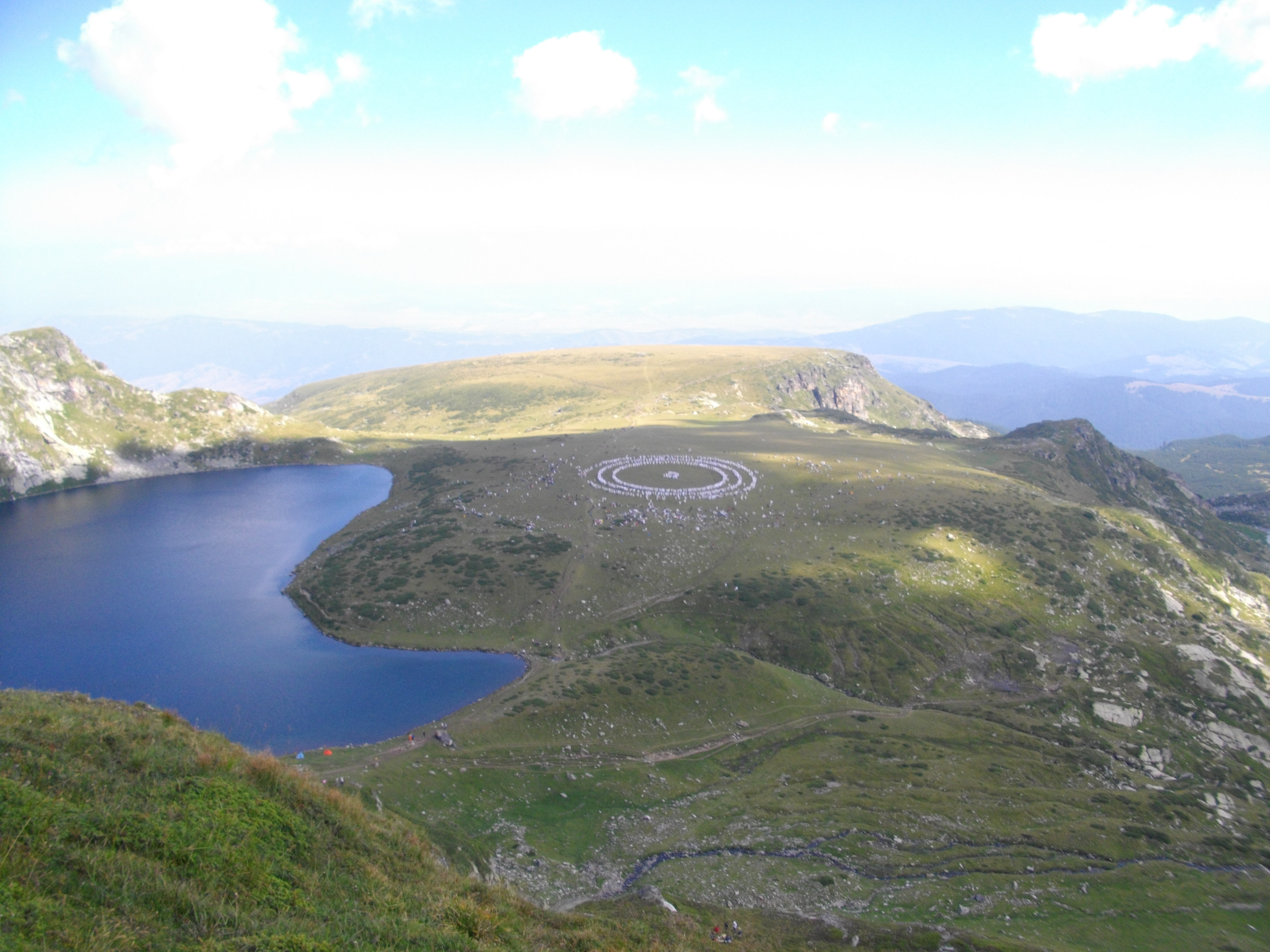
Паневритмія біля озера Бубрека (Нирки) в горах Рила

Ця практика сприяє процесам самовдосконалення, розширенню свідомості та досягненню чеснот. Танець кола — це свідома взаємозамінність між людьми та силами живої природи. Кожен рух — це вираз думки. Ефект повинен полягати в тому, що спостерігач вибирав з рухів, думки чи ідеї, яку вони висловлюють. «Ритм у русі фізичного тіла приводить нас до одного в нашому духовному житті».
Етимологічно «Пан-Ев-Ритмія» походить від трьох коренів:
Пан — значить Цілий; Універсальний і космічний.
Ев — означає Істинне чи Верховне; істотне і суттєве у світі.
Ритмія — означає правильність в рухах і в будь-якому іншому зовнішньому вираженні в житті.

## Спадщина
На 1937 рік у Петара Динова було кілька десятків тисяч учнів. Кілька тисяч конференцій були записані стенографістами і задокументовані у вигляді розшифрованих стенограм (деякі змінені редакцією, а інші недоторканими). Вони містять суть вчення Петара Динова. Є також серія пісень і молитов, серед яких «Гарна молитва 1900 року», яка вважається найбільше особливою.
Папа Іван XXIII назвав Петара Динова «найбільшим філософом, який залишається на Землі».